# Saison 2011 de la WTA
Cet article traite de la saison 2011 féminine. Pour la saison 2011 masculine, voir Saison 2011 de l'ATP.
Pour un article plus général, voir 2011 en tennis.
Vainqueurs des tournois majeurs
Cette page rassemble les résultats de la saison 2011 de tennis féminin ou WTA Tour 2011 qui est constituée de 57 tournois répartis de la façon suivante :
- 53 sont organisés par la WTA :
  - les tournois WTA Premier : 4 Premier Mandatory (PREMIER*), 5 tournois Premier 5 et 11 tournois Premier ;
  - les tournois WTA International, au nombre de  31;
  - le Masters ou WTA Tour Finals qui réunit les huit meilleures joueuses au classement WTA en fin de saison ;
  - le tournoi international des championnes qui regroupe les huit meilleures joueuses non qualifiées pour le Masters et ayant remporté au moins un tournoi de catégorie International.
- les 4 tournois du Grand Chelem.

À ces compétitions individuelles s'ajoutent 2 compétitions par équipes nationales organisées par l'ITF :
la Fed Cup et la Hopman Cup (compétition mixte qui n'attribue pas de points WTA).

En dépit de résultats en Grand Chelem en demi-teinte (deux demi-finales au mieux), Caroline Wozniacki finit cette année encore numéro un mondiale, grâce à des résultats réguliers dans les tournois secondaires.
La saison 2011 est marquée par la domination relative de Petra Kvitová, qui gagne son premier titre du Grand Chelem en battant Maria Sharapova à Wimbledon, devenant la première joueuse née dans les années 1990 à s'imposer dans un Majeur, puis en fin de saison la Fed Cup avec la République tchèque et les Masters. Elle finit l'année juste derrière Wozniacki au classement.
Dans la foulée de son retour confirmé en 2010, Kim Clijsters signe un très bon début de saison : elle gagne son quatrième titre du Grand Chelem en battant Li Na en finale de l'Open d'Australie, et revient le temps d'une semaine à la première place au classement WTA, devenant la première mère à y parvenir. Cependant, la suite de sa saison est gâchée par les blessures, et elle met fin à celle-ci dès le mois d'août.
Défaite en finale de l'Open d'Australie, la Chinoise Li Na décroche finalement son premier tournoi majeur à Roland-Garros en battant la championne sortante Francesca Schiavone, qui s'était qualifiée à la surprise générale pour une deuxième finale consécutive. Elle devient la première Asiatique titrée en Grand Chelem en simple.
Victorieuse à l'US Open, Samantha Stosur devient, à 27 ans, la première Australienne à gagner un tournoi du Grand Chelem depuis Evonne Goolagong à Wimbledon en 1980. 
Tenue éloignée des courts pour d'importants problèmes médicaux, Serena Williams revient à plus de 30 ans sur le devant de la scène en fin de saison, en atteignant notamment la finale de l'US Open. Ce retour préfigure sa domination en 2012.
Blessée au coude, Justine Henin quitte définitivement le circuit en début de saison. Patty Schnyder prend également sa retraite.

## Nouveautés 2011
- Les Masters de tennis féminin de Doha sont désormais organisés à Istanbul, ce qui explique la suppression de la Coupe d'Istanbul et le retour de l'Open de Doha, supprimé en 2009.
- L'Open de Ponte Vedra Beach disparaît après deux éditions et l'Open de Varsovie, l'Open de Prague et l'Open de Slovénie n'apparaissent plus au calendrier.
- Trois nouveaux tournois sont créés, l'Open de Bruxelles, la Coupe de Bakou et le Classic de Washington. Une ancienne ville, Dallas, renoue avec l'organisation d'un évènement tennistique féminin.

## La saison 2011 en résumé
La saison 2011 est surtout marqué par l'avènement de la Tchèque Petra Kvitová qui remporte son tout premier titre à Brisbane. Mais avant d'y venir, la no 1 mondiale Caroline Wozniacki se retrouve encore sous pression dans une nouvelle saison face aux critiques et son inefficacité dans les tournois du Grand Chelem. 
Elle perd dès son entrée à Sydney face à Dominika Cibulková, ce qui ne conforte pas sa position. Les deux principales actrices du mois de janvier sont Li Na et Kim Clijsters - dans une double confrontation sur terre australienne, la première défait sa rivale à Sydney alors que la seconde remporte son premier Open d'Australie après avoir été en grande difficulté dans la première partie du match.
Le tournoi en lui-même ne connaît pas de grandes déceptions même si Wozniacki atteint bien les 1/2 finales mais déçoit cependant en n'allant pas plus loin que cela, sa dernière finale datant de 2009. Justine Henin, finaliste de la précédente édition, battue par Svetlana Kuznetsova et puis Dinara Safina, ex-no 1 mondiale qui se fait démolir 6-0, 6-0 par Kim Clijsters, sont certainement les histoires les plus marquantes de cette édition de l'Open d'Australie. Clijsters remporte son quatrième titre du Grand Chelem, son premier en Australie après cinq 1/2 finales et une finale perdues.
Henin par la suite, annonce son retrait définitif du circuit. Pour rappel, revenue en 2010 pour tenter de remporter son premier titre à Wimbledon, Henin décide de revenir sur le circuit avec son entraîneur Carlos Rodríguez. Cependant, elle se blesse au coude à Wimbledon et voit sa saison se terminer prématurément. Henin annonce alors sa retraite, son coude la rendant incapable de continuer à jouer au tennis au plus haut niveau.
Petra Kvitová montre les premiers signes de ce qui sera son incroyable année en défaisant Kim Clijsters dans sa première finale dans un tournoi Premier à Paris. Clijsters devient par ailleurs la nouvelle no 1 mondiale le 11 février 2011 malgré cette désillusion, place qui sera cependant récupérée par Caroline Wozniacki dès sa victoire à Doha le 21 février.
Vera Zvonareva, no 3 mondiale, bat sa rivale Wozniacki pour la première fois dans une finale d'un tournoi Premier à Dubaï. Cela n'empêche néanmoins pas à la Danoise d'atteindre sa 3e finale consécutive dans cette catégorie de tournoi à Indian Wells, match qu'elle remporte. À noter que Wozniacki défait Maria Sharapova de manière assez cinglante en 1/2 finale (6-1, 6-2). Sharapova avait eu aussi tout le mal du monde à se défaire de son adversaire du tour précédent (7-5, 6-73, 6-1).
En mars, Victoria Azarenka remporte le tournoi de Miami (son 2e après celui de 2009), après son abandon à Indian Wells et puis s'en va de Marbella sur une série de 12 matches remportés d'affilée avant son abandon cette fois-là face à Julia Görges, une des belles surprises de Stuttgart. L'Allemande crée l'exploit en atteignant la finale qu'elle remporte face à la Danoise, lui niant ainsi ce qui aurait été son 3e titre Premier de la saison. Elle devient ainsi la première allemande à remporter ce tournoi depuis Anke Huber en 1994.
Görges continue la suite de sa belle histoire et atteint les 1/2 finales du tournoi de Madrid battant au passage Dinara Safina qui ne devient plus que l'ombre d'elle-même, et encore Wozniacki. Mais fatigués, elle perd finalement face à Victoria Azarenka. Elle bénéficie d'une entrée remarquée dans le top 20 le 9 mai. La finale oppose la Biélorusse à Petra Kvitová qui joue sa première grande finale sur le circuit WTA. Kvitová la remporte et signale qu'elle sera une des grandes prétendantes pour les plus gros titres du circuit. Elle entre, grâce à cette victoire, de plain-pied dans le top 10 le 16 mai. Dans un tournoi assez disputé à Rome, avec deux "clashs" intéressants, Sharapova/Wozniacki et Schiavone/Stosur, Sharapova sort finalement vainqueur du tournoi.
Kvitová déçoit autant à Roland Garros, perdant au 4e tour, que Wozniacki gagnait les tournois de moindre importance, comme à Bruxelles pour perdre de manière assez lourde face à Daniela Hantuchová (6-1, 6-3) à Paris. Wozniacki ne voit jamais le jour dans ce match et intensifie les critiques sur son classement de no 1 mondiale.
Li Na et Francesca Schiavone, elles, déjouent tous les pronostics. Schiavone atteint sa deuxième finale consécutive à Roland Garros alors que Li Na se positionne sérieusement comme la première chinoise à remporter un tournoi du Grand Chelem sur la surface qu'elle préfère le moins. Elle domine le match de bout en bout et écrit une page d'histoire. Le tournoi ne connaît pas que des bonnes fortunes. Clijsters, de retour après sa blessure, perd face à Arantxa Rus alors qu'elle menait 6-3, 5-2 et deux balles de matches. Stosur elle aussi, finaliste en 2010, ne s'en sort pas face à Gisela Dulko. Cela dit, Maria Sharapova, totalement acculée face à la Française Caroline Garcia qui jouait son meilleur tennis, s'en sort grâce au mental évitant ainsi une sortie par la petite porte. Elle perd en 1/2 finale face à la future gagnante.
Petra Kvitová rebondit et écrit la sienne très vite à Wimbledon. Elle domine entièrement le tournoi grâce à son brillant tennis d'attaque. Après sa victoire sur Azarenka, qui atteignait aussi pour la première fois la 1/2 finale de Wimbledon, elle ne craque pas face à Maria Sharapova et devient la première gauchère à s'imposer dans une finale de cette catégorie de tournois depuis Monica Seles en 1998 et la première depuis 17 ans à Wimbledon (Martina Navrátilová en 1994).
La deuxième partie de saison marque le grand retour de Serena Williams. Elle remporte Stanford battant au passage Maria Sharapova pour la sixième fois d’affilée. Williams remporte aussi Toronto, Agnieszka Radwańska accapare San Diego et Sharapova Cincinnati. Wozniacki remporte aussi au passage son quatrième titre consécutif à New Haven, un record. L'US Open s'annonce compétitif avec Williams en tête de file comme favorite.
Azarenka bénéficie de malchance et alors qu'elle est classée no 5 mondiale, elle se retrouve à jouer et à perdre face à Williams dès le 3e tour. Auparavant, le tournoi connaît une surprise énorme en la défaite de Kvitová dès le premier tour. C'est la première lauréate de Wimbledon à perdre dès le premier tour à Flushing Meadows. Williams, elle, se défait assez facilement de Caroline Wozniacki, une autre recherchant son premier titre en Grand Chelem et qui disputait sa troisième demi-finale ici - la Danoise s'étant elle-même défaite au tour précédent de Svetlana Kuznetsova alors qu'elle était mise en très grosse difficulté par la Russe comme en 2009.
Alors que Williams était la grandissime favorite du tournoi, elle se fait cueillir par une Stosur déterminée. Williams crée aussi un scandale quand elle crie un come on au moment où Stosur allait frapper un coup droit. Williams entre en conflit avec l'arbitre de chaise et il s'ensuit de nombreuses insultes qu'elle profère à celle-ci. Ce n'était pas la première fois que Williams se trouvait dans une telle situation dans ce même tournoi, la première étant en 2009 face à Clijsters. Williams est contrainte de payer une amende après coup.
De septembre à octobre, Radwańska remporte Tokyo et Beijing répétant ainsi un doublé que Wozniacki avait déjà fait l'année précédente. Radwańska fait alors une entrée fracassante dans le top 10 au rang de no 8 mondiale à contrario de Wozniacki, tenante du titre de ces deux tournois qui continue son lent déclin. Sa place de no 1 est de plus en plus menacée. Sharapova, une des favorites pour les Masters, se blesse à Tokyo à la cheville dans son match face à Kvitová.
Aux Masters justement, après avoir aisément gagné ses trois matchs de poule puis sa demi-finale en trois sets contre Stosur, Kvitová remporte le tournoi face à Azarenka en finale ; victoire qui n'a pas suffi pour dépasser Wozniacki pour le rang suprême. En effet, seulement 115 points les séparent. Elle obtient de nombreuses distinctions dont celle de joueuse de l'année. Sharapova, gênée dans sa préparation pour ce tournoi à cause de sa cheville n'a jamais pu être à 100 % dans les poules : elle joue et perd ses deux matches et puis s'en va.
Kvitová remporte aussi la Fed Cup avec ses partenaires Lucie Šafářová, Andrea Hlaváčková et Lucie Hradecká face à la Russie. En tout et pour tout, Kvitová remporte 6 titres WTA et s'installe comme l'un des futurs poids lourds du circuit féminin sans oublier aussi Azarenka et Radwańska. Wozniacki au contraire, stagnant, termine sa deuxième année consécutive en tête de classement sans convaincre son monde qu'elle a vraiment l'étoffe d'une meneuse.

## Palmarès
Résultats des tournois de tennis organisés par la Women's Tennis Association (WTA) en 2011.
Remarque : PREMIER* mentionne les tournois de catégorie Premier Mandatory (toute joueuse dont le classement lui permet d'intégrer la compétition a l'obligation théorique de s'y présenter, sous peine de sanctions financières) par opposition aux épreuves simplement désignées Premier (facultatives). Les sœurs Serena et Venus Williams boycottent depuis 2002 l'Open d'Indian Wells classé Premier Mandatory.

### Simple
| No | Date       | Nom et lieu du tournoi                      | Catégorie | Dotation     | Surface         | Vainqueure           | Finaliste            | Score          |         |
| -- | ---------- | ------------------------------------------- | --------- | ------------ | --------------- | -------------------- | -------------------- | -------------- | ------- |
| 1  | 02/01/2011 | Brisbane International, Brisbane            | Intern'l  | 220 000 $    | Dur (ext.)      | Petra Kvitová        | Andrea Petkovic      | 6-1, 6-3       | Tableau |
| 2  | 03/01/2011 | ASB Classic, Auckland                       | Intern'l  | 220 000 $    | Dur (ext.)      | Gréta Arn            | Yanina Wickmayer     | 6-3, 6-3       | Tableau |
| 3  | 09/01/2011 | Medibank International, Sydney              | Premier   | 618 000 $    | Dur (ext.)      | Li Na                | Kim Clijsters        | 7-63, 6-3      | Tableau |
| 4  | 10/01/2011 | Moorilla International, Hobart              | Intern'l  | 220 000 $    | Dur (ext.)      | Jarmila Gajdošová    | Bethanie Mattek      | 6-4, 6-3       | Tableau |
| 5  | 17/01/2011 | Australian Open, Melbourne                  | G. Chelem | 10 366 780 $ | Dur (ext.)      | Kim Clijsters        | Li Na                | 3-6, 6-3, 6-3  | Tableau |
| 6  | 07/02/2011 | Open GDF Suez, Paris                        | Premier   | 618 000 $    | Dur (int.)      | Petra Kvitová        | Kim Clijsters        | 6-4, 6-3       | Tableau |
| 7  | 07/02/2011 | PTT Open, Pattaya                           | Intern'l  | 220 000 $    | Dur (ext.)      | Daniela Hantuchová   | Sara Errani          | 6-0, 6-2       | Tableau |
| 8  | 14/02/2011 | Duty Free Tennis Championships, Dubaï       | Premier 5 | 2 050 000 $  | Dur (ext.)      | Caroline Wozniacki   | Svetlana Kuznetsova  | 6-1, 6-3       | Tableau |
| 9  | 14/02/2011 | XIX Copa BBVA-Colsanitas, Bogota            | Intern'l  | 220 000 $    | Terre (ext.)    | Lourdes Domínguez    | Mathilde Johansson   | 2-6, 6-3, 6-2  | Tableau |
| 10 | 14/02/2011 | Cellular South Cup, Memphis                 | Intern'l  | 220 000 $    | Dur (int.)      | Magdaléna Rybáriková | Rebecca Marino       | 6-2, 0-0, ab.  | Tableau |
| 11 | 21/02/2011 | Qatar Ladies Open, Doha                     | Premier   | 721 000 $    | Dur (ext.)      | Vera Zvonareva       | Caroline Wozniacki   | 6-4, 6-4       | Tableau |
| 12 | 21/02/2011 | Abierto Mexicano Telcel HSBC, Acapulco      | Intern'l  | 220 000 $    | Terre (ext.)    | Gisela Dulko         | Arantxa Parra        | 6-3, 7-65      | Tableau |
| 13 | 28/02/2011 | BMW Malaysian Open, Kuala Lumpur            | Intern'l  | 220 000 $    | Dur (ext.)      | Jelena Dokić         | Lucie Šafářová       | 2-6, 7-69, 6-4 | Tableau |
| 14 | 28/02/2011 | Whirlpool Monterrey Open, Monterrey         | Intern'l  | 220 000 $    | Dur (ext.)      | A. Pavlyuchenkova    | Jelena Janković      | 2-6, 6-2, 6-3  | Tableau |
| 15 | 09/03/2011 | BNP Paribas Open, Indian Wells              | PREMIER*  | 4 500 000 $  | Dur (ext.)      | Caroline Wozniacki   | Marion Bartoli       | 6-1, 2-6, 6-3  | Tableau |
| 16 | 21/03/2011 | Sony Ericsson Open, Miami                   | PREMIER*  | 4 500 000 $  | Dur (ext.)      | Victoria Azarenka    | Maria Sharapova      | 6-1, 6-4       | Tableau |
| 17 | 04/04/2011 | Family Circle Cup, Charleston               | Premier   | 721 000 $    | Terre (ext.)    | Caroline Wozniacki   | Elena Vesnina        | 6-2, 6-3       | Tableau |
| 18 | 04/04/2011 | Andalucia Tennis Experience, Marbella       | Intern'l  | 220 000 $    | Terre (ext.)    | Victoria Azarenka    | Irina-Camelia Begu   | 6-3, 6-2       | Tableau |
| 19 | 18/04/2011 | Porsche Tennis Grand Prix, Stuttgart        | Premier   | 721 000 $    | Terre (int.)    | Julia Görges         | Caroline Wozniacki   | 7-63, 6-3      | Tableau |
| 20 | 18/04/2011 | GP Princesse Lalla Meryem, Fès              | Intern'l  | 220 000 $    | Terre (ext.)    | Alberta Brianti      | Simona Halep         | 6-4, 6-3       | Tableau |
| 21 | 25/04/2011 | Barcelona Ladies Open, Barcelone            | Intern'l  | 220 000 $    | Terre (ext.)    | Roberta Vinci        | Lucie Hradecká       | 4-6, 6-2, 6-2  | Tableau |
| 22 | 25/04/2011 | Estoril Open, Estoril                       | Intern'l  | 220 000 $    | Terre (ext.)    | Anabel Medina        | Kristina Barrois     | 6-1, 6-2       | Tableau |
| 23 | 30/04/2011 | Mutua Madrid Open, Madrid                   | PREMIER*  | 4 500 000 $  | Terre (ext.)    | Petra Kvitová        | Victoria Azarenka    | 7-63, 6-4      | Tableau |
| 24 | 09/05/2011 | Internazionali BNL d'Italia, Rome           | Premier 5 | 2 050 000 $  | Terre (ext.)    | Maria Sharapova      | Samantha Stosur      | 6-2, 6-4       | Tableau |
| 25 | 16/05/2011 | Brussels Open by GDF Suez, Bruxelles        | Premier   | 618 000 $    | Terre (ext.)    | Caroline Wozniacki   | Peng Shuai           | 2-6, 6-3, 6-3  | Tableau |
| 26 | 16/05/2011 | Internationaux de Strasbourg, Strasbourg    | Intern'l  | 220 000 $    | Terre (ext.)    | Andrea Petkovic      | Marion Bartoli       | 6-4, 1-0, ab.  | Tableau |
| 27 | 22/05/2011 | Roland-Garros, Paris                        | G. Chelem | 10 676 582 $ | Terre (ext.)    | Li Na                | Francesca Schiavone  | 6-4, 7-60      | Tableau |
| 28 | 06/06/2011 | Aegon Classic, Birmingham                   | Intern'l  | 220 000 $    | Gazon (ext.)    | Sabine Lisicki       | Daniela Hantuchová   | 6-3, 6-2       | Tableau |
| 29 | 06/06/2011 | e-Boks Sony Ericsson Open, Copenhague       | Intern'l  | 220 000 $    | Dur (int.)      | Caroline Wozniacki   | Lucie Šafářová       | 6-1, 6-4       | Tableau |
| 30 | 13/06/2011 | Aegon International, Eastbourne             | Premier   | 618 000 $    | Gazon (ext.)    | Marion Bartoli       | Petra Kvitová        | 6-1, 4-6, 7-5  | Tableau |
| 31 | 13/06/2011 | Unicef Open, Bois-le-Duc                    | Intern'l  | 220 000 $    | Gazon (ext.)    | Roberta Vinci        | Jelena Dokić         | 6-77, 6-3, 7-5 | Tableau |
| 32 | 20/06/2011 | The Championships, Wimbledon                | G. Chelem | 10 141 303 $ | Gazon (ext.)    | Petra Kvitová        | Maria Sharapova      | 6-3, 6-4       | Tableau |
| 33 | 04/07/2011 | Poli-Farbe Grand Prix, Budapest             | Intern'l  | 220 000 $    | Terre (ext.)    | Roberta Vinci        | Irina-Camelia Begu   | 6-4, 1-6, 6-4  | Tableau |
| 34 | 04/07/2011 | Collector Swedish Open Women, Båstad        | Intern'l  | 220 000 $    | Terre (ext.)    | Polona Hercog        | Johanna Larsson      | 6-4, 7-5       | Tableau |
| 35 | 11/07/2011 | XXIV Internazionali Femminili, Palerme      | Intern'l  | 220 000 $    | Terre (ext.)    | Anabel Medina        | Polona Hercog        | 6-3, 6-2       | Tableau |
| 36 | 11/07/2011 | Nürnberger Gastein Ladies, Bad Gastein      | Intern'l  | 220 000 $    | Terre (ext.)    | María José Martínez  | Patricia Mayr        | 6-0, 7-5       | Tableau |
| 37 | 18/07/2011 | Baku Cup, Bakou                             | Intern'l  | 220 000 $    | Dur (ext.)      | Vera Zvonareva       | Ksenia Pervak        | 6-1, 6-4       | Tableau |
| 38 | 25/07/2011 | Bank of the West Classic, Stanford          | Premier   | 721 000 $    | Dur (ext.)      | Serena Williams      | Marion Bartoli       | 7-5, 6-1       | Tableau |
| 39 | 25/07/2011 | Citi Open, College Park                     | Intern'l  | 220 000 $    | Dur (ext.)      | Nadia Petrova        | Shahar Peer          | 7-5, 6-2       | Tableau |
| 40 | 01/08/2011 | Mercury Insurance Open, Carlsbad            | Premier   | 721 000 $    | Dur (ext.)      | Agnieszka Radwańska  | Vera Zvonareva       | 6-3, 6-4       | Tableau |
| 41 | 08/08/2011 | Coupe Rogers, Toronto                       | Premier 5 | 2 050 000 $  | Dur (ext.)      | Serena Williams      | Samantha Stosur      | 6-4, 6-2       | Tableau |
| 42 | 15/08/2011 | Western & Southern Open, Cincinnati         | Premier 5 | 2 050 000 $  | Dur (ext.)      | Maria Sharapova      | Jelena Janković      | 4-6, 7-63, 6-3 | Tableau |
| 43 | 22/08/2011 | New Haven Open at Yale, New Haven           | Premier   | 618 000 $    | Dur (ext.)      | Caroline Wozniacki   | Petra Cetkovská      | 6-4, 6-1       | Tableau |
| 44 | 22/08/2011 | Texas Tennis Open, Dallas                   | Intern'l  | 220 000 $    | Dur (ext.)      | Sabine Lisicki       | Aravane Rezaï        | 6-2, 6-1       | Tableau |
| 45 | 29/08/2011 | US Open, Flushing Meadows                   | G. Chelem | 10 768 000 $ | Dur (ext.)      | Samantha Stosur      | Serena Williams      | 6-2, 6-3       | Tableau |
| 46 | 12/09/2011 | Tashkent Open, Tachkent                     | Intern'l  | 220 000 $    | Dur (ext.)      | Ksenia Pervak        | Eva Birnerová        | 6-3, 6-1       | Tableau |
| 47 | 12/09/2011 | Challenge Bell, Québec                      | Intern'l  | 220 000 $    | Moquette (int.) | Barbora Z. Strýcová  | Marina Erakovic      | 4-6, 6-1, 6-0  | Tableau |
| 48 | 19/09/2011 | WANLIMA Int'l Women's Open, Guangzhou       | Intern'l  | 220 000 $    | Dur (ext.)      | Chanelle Scheepers   | Magdaléna Rybáriková | 6-2, 6-2       | Tableau |
| 49 | 19/09/2011 | Hansol Korea Open, Séoul                    | Intern'l  | 220 000 $    | Dur (ext.)      | María José Martínez  | Galina Voskoboeva    | 7-60, 7-62     | Tableau |
| 50 | 26/09/2011 | Toray Pan Pacific Open, Tokyo               | Premier 5 | 2 050 000 $  | Dur (ext.)      | Agnieszka Radwańska  | Vera Zvonareva       | 6-3, 6-2       | Tableau |
| 51 | 03/10/2011 | China Open, Pékin                           | PREMIER*  | 4 500 000 $  | Dur (ext.)      | Agnieszka Radwańska  | Andrea Petkovic      | 7-5, 0-6, 6-4  | Tableau |
| 52 | 10/10/2011 | Generali Ladies, Linz                       | Intern'l  | 220 000 $    | Dur (int.)      | Petra Kvitová        | Dominika Cibulková   | 6-4, 6-1       | Tableau |
| 53 | 10/10/2011 | HP Japan Women's Open Tennis, Osaka         | Intern'l  | 220 000 $    | Dur (ext.)      | Marion Bartoli       | Samantha Stosur      | 6-3, 6-1       | Tableau |
| 54 | 17/10/2011 | Kremlin Cup, Moscou                         | Premier   | 721 000 $    | Dur (int.)      | Dominika Cibulková   | Kaia Kanepi          | 3-6, 7-61, 7-5 | Tableau |
| 55 | 17/10/2011 | BGL BNP Paribas Open, Luxembourg            | Intern'l  | 220 000 $    | Dur (int.)      | Victoria Azarenka    | Monica Niculescu     | 6-2, 6-2       | Tableau |
| 56 | 25/10/2011 | TEB BNP Paribas WTA Championships, Istanbul | Masters   | 4 900 000 $  | Dur (int.)      | Petra Kvitová        | Victoria Azarenka    | 7-5, 4-6, 6-3  | Tableau |
| 57 | 03/11/2011 | C. Bank Tournament of Champions, Bali       | Intern'l  | 600 000 $    | Dur (int.)      | Ana Ivanović         | Anabel Medina        | 6-3, 6-0       | Tableau |

### Double
| No | Date       | Nom et lieu du tournoi                     | Catégorie | Dotation     | Surface         | Vainqueures                            | Finalistes                            | Score             |         |
| -- | ---------- | ------------------------------------------ | --------- | ------------ | --------------- | -------------------------------------- | ------------------------------------- | ----------------- | ------- |
| 1  | 02/01/2011 | Brisbane International Brisbane            | Intern'l  | 220 000 $    | Dur (ext.)      | Alisa Kleybanova A. Pavlyuchenkova     | Klaudia Jans Alicja Rosolska          | 6-3, 7-5          | Tableau |
| 2  | 03/01/2011 | ASB Classic Auckland                       | Intern'l  | 220 000 $    | Dur (ext.)      | Květa Peschke Katarina Srebotnik       | Sofia Arvidsson Marina Erakovic       | 6-3, 6-0          | Tableau |
| 3  | 09/01/2011 | Medibank International Sydney              | Premier   | 618 000 $    | Dur (ext.)      | Iveta Benešová Barbora Z. Strýcová     | Květa Peschke Katarina Srebotnik      | 4-6, 6-4, [10-7]  | Tableau |
| 4  | 10/01/2011 | Moorilla International Hobart              | Intern'l  | 220 000 $    | Dur (ext.)      | Sara Errani Roberta Vinci              | Kateryna Bondarenko Līga Dekmeijere   | 6-3, 7-5          | Tableau |
| 5  | 17/01/2011 | Australian Open Melbourne                  | G. Chelem | 10 366 780 $ | Dur (ext.)      | Gisela Dulko Flavia Pennetta           | Victoria Azarenka Maria Kirilenko     | 2-6, 7-5, 6-1     | Tableau |
| 6  | 07/02/2011 | Open GDF Suez Paris                        | Premier   | 618 000 $    | Dur (int.)      | Bethanie Mattek Meghann Shaughnessy    | Vera Dushevina Ekaterina Makarova     | 6-4, 6-2          | Tableau |
| 7  | 07/02/2011 | PTT Open Pattaya                           | Intern'l  | 220 000 $    | Dur (ext.)      | Sara Errani Roberta Vinci              | Sun Shengnan Zheng Jie                | 3-6, 6-3, [10-5]  | Tableau |
| 8  | 14/02/2011 | Duty Free Tennis Championships Dubaï       | Premier 5 | 2 050 000 $  | Dur (ext.)      | Liezel Huber María José Martínez       | Květa Peschke Katarina Srebotnik      | 7-65, 6-3         | Tableau |
| 9  | 14/02/2011 | XIX Copa BBVA-Colsanitas Bogota            | Intern'l  | 220 000 $    | Terre (ext.)    | Edina Gallovits-Hall Anabel Medina     | Sharon Fichman Laura Pous Tió         | 2-6, 7-66, [11-9] | Tableau |
| 10 | 14/02/2011 | Cellular South Cup Memphis                 | Intern'l  | 220 000 $    | Dur (int.)      | Olga Govortsova Alla Kudryavtseva      | Andrea Hlaváčková Lucie Hradecká      | 6-3, 4-6, [10-8]  | Tableau |
| 11 | 21/02/2011 | Qatar Ladies Open Doha                     | Premier   | 721 000 $    | Dur (ext.)      | Květa Peschke Katarina Srebotnik       | Liezel Huber Nadia Petrova            | 7-5, 6-72, [10-8] | Tableau |
| 12 | 21/02/2011 | Abierto Mexicano Telcel HSBC Acapulco      | Intern'l  | 220 000 $    | Terre (ext.)    | Mariya Koryttseva Raluca Olaru         | Lourdes Domínguez Arantxa Parra       | 3-6, 6-1, [10-4]  | Tableau |
| 13 | 28/02/2011 | BMW Malaysian Open Kuala Lumpur            | Intern'l  | 220 000 $    | Dur (ext.)      | Dinara Safina Galina Voskoboeva        | N. Lertcheewakarn Jessica Moore       | 7-5, 2-6, [10-5]  | Tableau |
| 14 | 28/02/2011 | Whirlpool Monterrey Open Monterrey         | Intern'l  | 220 000 $    | Dur (ext.)      | Iveta Benešová Barbora Z. Strýcová     | Anna-Lena Grönefeld Vania King        | 6-78, 6-2, [10-6] | Tableau |
| 15 | 09/03/2011 | BNP Paribas Open Indian Wells              | PREMIER*  | 4 500 000 $  | Dur (ext.)      | Sania Mirza Elena Vesnina              | Bethanie Mattek Meghann Shaughnessy   | 6-0, 7-5          | Tableau |
| 16 | 21/03/2011 | Sony Ericsson Open Miami                   | PREMIER*  | 4 500 000 $  | Dur (ext.)      | Daniela Hantuchová Agnieszka Radwańska | Liezel Huber Nadia Petrova            | 7-65, 2-6, [10-8] | Tableau |
| 17 | 04/04/2011 | Family Circle Cup Charleston               | Premier   | 721 000 $    | Terre (ext.)    | Sania Mirza Elena Vesnina              | Bethanie Mattek Meghann Shaughnessy   | 6-4, 6-4          | Tableau |
| 18 | 04/04/2011 | Andalucia Tennis Experience Marbella       | Intern'l  | 220 000 $    | Terre (ext.)    | Nuria Llagostera Arantxa Parra         | Sara Errani Roberta Vinci             | 3-6, 6-4, [10-5]  | Tableau |
| 19 | 18/04/2011 | Porsche Tennis Grand Prix Stuttgart        | Premier   | 721 000 $    | Terre (int.)    | Sabine Lisicki Samantha Stosur         | Kristina Barrois Jasmin Wöhr          | 6-1, 7-65         | Tableau |
| 20 | 18/04/2011 | GP Princesse Lalla Meryem Fès              | Intern'l  | 220 000 $    | Terre (ext.)    | Andrea Hlaváčková Renata Voráčová      | Nina Bratchikova Sandra Klemenschits  | 6-3, 6-4          | Tableau |
| 21 | 25/04/2011 | Barcelona Ladies Open Barcelone            | Intern'l  | 220 000 $    | Terre (ext.)    | Iveta Benešová Barbora Z. Strýcová     | Natalie Grandin Vladimíra Uhlířová    | 5-7, 6-4, [11-9]  | Tableau |
| 22 | 25/04/2011 | Estoril Open Estoril                       | Intern'l  | 220 000 $    | Terre (ext.)    | Alisa Kleybanova Galina Voskoboeva     | Eléni Daniilídou Michaëlla Krajicek   | 6-4, 6-2          | Tableau |
| 23 | 30/04/2011 | Mutua Madrid Open Madrid                   | PREMIER*  | 4 500 000 $  | Terre (ext.)    | Victoria Azarenka Maria Kirilenko      | Květa Peschke Katarina Srebotnik      | 6-4, 6-3          | Tableau |
| 24 | 09/05/2011 | Internazionali BNL d'Italia Rome           | Premier 5 | 2 050 000 $  | Terre (ext.)    | Peng Shuai Zheng Jie                   | Vania King Yaroslava Shvedova         | 6-2, 6-3          | Tableau |
| 25 | 16/05/2011 | Brussels Open by GDF Suez Bruxelles        | Premier   | 618 000 $    | Terre (ext.)    | Andrea Hlaváčková Galina Voskoboeva    | Klaudia Jans Alicja Rosolska          | 3-6, 6-0, [10-5]  | Tableau |
| 26 | 16/05/2011 | Internationaux de Strasbourg Strasbourg    | Intern'l  | 220 000 $    | Terre (ext.)    | Akgul Amanmuradova Chuang Chia-Jung    | Natalie Grandin Vladimíra Uhlířová    | 6-4, 5-7, [10-2]  | Tableau |
| 27 | 22/05/2011 | Roland-Garros Paris                        | G. Chelem | 10 676 582 $ | Terre (ext.)    | Andrea Hlaváčková Lucie Hradecká       | Sania Mirza Elena Vesnina             | 6-4, 6-3          | Tableau |
| 28 | 06/06/2011 | Aegon Classic Birmingham                   | Intern'l  | 220 000 $    | Gazon (ext.)    | Olga Govortsova Alla Kudryavtseva      | Sara Errani Roberta Vinci             | 1-6, 6-1, [10-5]  | Tableau |
| 29 | 06/06/2011 | e-Boks Sony Ericsson Open Copenhague       | Intern'l  | 220 000 $    | Dur (int.)      | Johanna Larsson Jasmin Wöhr            | Kristina Mladenovic Katarzyna Piter   | 6-3, 6-3          | Tableau |
| 30 | 13/06/2011 | Aegon International Eastbourne             | Premier   | 618 000 $    | Gazon (ext.)    | Květa Peschke Katarina Srebotnik       | Liezel Huber Lisa Raymond             | 6-3, 6-0          | Tableau |
| 31 | 13/06/2011 | Unicef Open Bois-le-Duc                    | Intern'l  | 220 000 $    | Gazon (ext.)    | Barbora Z. Strýcová Klára Zakopalová   | Dominika Cibulková Flavia Pennetta    | 1-6, 6-4, [10-7]  | Tableau |
| 32 | 20/06/2011 | The Championships Wimbledon                | G. Chelem | 10 141 303 $ | Gazon (ext.)    | Květa Peschke Katarina Srebotnik       | Sabine Lisicki Samantha Stosur        | 6-3, 6-1          | Tableau |
| 33 | 04/07/2011 | Poli-Farbe Grand Prix Budapest             | Intern'l  | 220 000 $    | Terre (ext.)    | Anabel Medina Alicja Rosolska          | Natalie Grandin Vladimíra Uhlířová    | 6-2, 6-2          | Tableau |
| 34 | 04/07/2011 | Collector Swedish Open Women Båstad        | Intern'l  | 220 000 $    | Terre (ext.)    | Lourdes Domínguez María José Martínez  | Nuria Llagostera Arantxa Parra        | 6-3, 6-3          | Tableau |
| 35 | 11/07/2011 | XXIV Internazionali Femminili Palerme      | Intern'l  | 220 000 $    | Terre (ext.)    | Sara Errani Roberta Vinci              | Andrea Hlaváčková Klára Zakopalová    | 7-5, 6-1          | Tableau |
| 36 | 11/07/2011 | Nürnberger Gastein Ladies Bad Gastein      | Intern'l  | 220 000 $    | Terre (ext.)    | Eva Birnerová Lucie Hradecká           | Jarmila Gajdošová Julia Görges        | 4-6, 6-2, [12-10] | Tableau |
| 37 | 18/07/2011 | Baku Cup Bakou                             | Intern'l  | 220 000 $    | Dur (ext.)      | Mariya Koryttseva Tatiana Poutchek     | Monica Niculescu Galina Voskoboeva    | 6-3, 2-6, [10-8]  | Tableau |
| 38 | 25/07/2011 | Bank of the West Classic Stanford          | Premier   | 721 000 $    | Dur (ext.)      | Victoria Azarenka Maria Kirilenko      | Liezel Huber Lisa Raymond             | 6-1, 6-3          | Tableau |
| 39 | 25/07/2011 | Citi Open College Park                     | Intern'l  | 220 000 $    | Dur (ext.)      | Sania Mirza Yaroslava Shvedova         | Olga Govortsova Alla Kudryavtseva     | 6-3, 6-3          | Tableau |
| 40 | 01/08/2011 | Mercury Insurance Open Carlsbad            | Premier   | 721 000 $    | Dur (ext.)      | Květa Peschke Katarina Srebotnik       | Raquel Kops-Jones Abigail Spears      | 6-0, 6-2          | Tableau |
| 41 | 08/08/2011 | Coupe Rogers Toronto                       | Premier 5 | 2 050 000 $  | Dur (ext.)      | Liezel Huber Lisa Raymond              | Victoria Azarenka Maria Kirilenko     | Forfait           | Tableau |
| 42 | 15/08/2011 | Western & Southern Open Cincinnati         | Premier 5 | 2 050 000 $  | Dur (ext.)      | Vania King Yaroslava Shvedova          | Natalie Grandin Vladimíra Uhlířová    | 6-4, 3-6, [11-9]  | Tableau |
| 43 | 22/08/2011 | New Haven Open at Yale New Haven           | Premier   | 618 000 $    | Dur (ext.)      | Chuang Chia-Jung Olga Govortsova       | Sara Errani Roberta Vinci             | 7-5, 6-2          | Tableau |
| 44 | 22/08/2011 | Texas Tennis Open Dallas                   | Intern'l  | 220 000 $    | Dur (ext.)      | Alberta Brianti Sorana Cîrstea         | Alizé Cornet Pauline Parmentier       | 7-5, 6-3          | Tableau |
| 45 | 29/08/2011 | US Open Flushing Meadows                   | G. Chelem | 10 768 000 $ | Dur (ext.)      | Liezel Huber Lisa Raymond              | Vania King Yaroslava Shvedova         | 4-6, 7-65, 7-63   | Tableau |
| 46 | 12/09/2011 | Tashkent Open Tachkent                     | Intern'l  | 220 000 $    | Dur (ext.)      | Eléni Daniilídou Vitalia Diatchenko    | Lyudmyla Kichenok Nadiia Kichenok     | 6-4, 6-3          | Tableau |
| 47 | 12/09/2011 | Challenge Bell Québec                      | Intern'l  | 220 000 $    | Moquette (int.) | Raquel Kops-Jones Abigail Spears       | Jamie Hampton Anna Tatishvili         | 6-1, 3-6, [10-6]  | Tableau |
| 48 | 19/09/2011 | WANLIMA Int'l Women's Open Guangzhou       | Intern'l  | 220 000 $    | Dur (ext.)      | Hsieh Su-Wei Zheng Saisai              | Chan Chin-Wei Han Xinyun              | 6-2, 6-1          | Tableau |
| 49 | 19/09/2011 | Hansol Korea Open Séoul                    | Intern'l  | 220 000 $    | Dur (ext.)      | Natalie Grandin Vladimíra Uhlířová     | Vera Dushevina Galina Voskoboeva      | 7-65, 6-4         | Tableau |
| 50 | 26/09/2011 | Toray Pan Pacific Open Tokyo               | Premier 5 | 2 050 000 $  | Dur (ext.)      | Liezel Huber Lisa Raymond              | Gisela Dulko Flavia Pennetta          | 7-64, 0-6, [10-6] | Tableau |
| 51 | 03/10/2011 | China Open Pékin                           | PREMIER*  | 4 500 000 $  | Dur (ext.)      | Květa Peschke Katarina Srebotnik       | Gisela Dulko Flavia Pennetta          | 6-3, 6-4          | Tableau |
| 52 | 10/10/2011 | Generali Ladies Linz                       | Intern'l  | 220 000 $    | Dur (int.)      | Marina Erakovic Elena Vesnina          | Julia Görges Anna-Lena Grönefeld      | 7-5, 6-1          | Tableau |
| 53 | 10/10/2011 | HP Japan Women's Open Tennis Osaka         | Intern'l  | 220 000 $    | Dur (ext.)      | Kimiko Date-Krumm Zhang Shuai          | Vania King Yaroslava Shvedova         | 7-5, 3-6, [11-9]  | Tableau |
| 54 | 17/10/2011 | Kremlin Cup Moscou                         | Premier   | 721 000 $    | Dur (int.)      | Vania King Yaroslava Shvedova          | Anastasia Rodionova Galina Voskoboeva | 7-63, 6-3         | Tableau |
| 55 | 17/10/2011 | BGL BNP Paribas Open Luxembourg            | Intern'l  | 220 000 $    | Dur (int.)      | Iveta Benešová Barbora Z. Strýcová     | Lucie Hradecká Ekaterina Makarova     | 7-5, 6-3          | Tableau |
| 56 | 25/10/2011 | TEB BNP Paribas WTA Championships Istanbul | Masters   | 4 900 000 $  | Dur (int.)      | Liezel Huber Lisa Raymond              | Květa Peschke Katarina Srebotnik      | 6-4, 6-4          | Tableau |

### Double mixte
| No | Date       | Nom et lieu du tournoi         | Catégorie | Dotation     | Surface      | Vainqueures                      | Finalistes                        | Score             |         |
| -- | ---------- | ------------------------------ | --------- | ------------ | ------------ | -------------------------------- | --------------------------------- | ----------------- | ------- |
| 1  | 01/01/2011 | Hyundai Hopman Cup XXIII Perth | ITF       | 1 000 000 $  | Dur (int.)   | Bethanie Mattek John Isner       | Justine Henin Ruben Bemelmans     | 2 matchs à 1      | Tableau |
| 2  | 17/01/2011 | Australian Open Melbourne      | G. Chelem | 10 366 780 $ | Dur (ext.)   | Katarina Srebotnik Daniel Nestor | Chan Yung-Jan Paul Hanley         | 6-3, 3-6, [10-7]  | Tableau |
| 3  | 22/05/2011 | Roland-Garros Paris            | G. Chelem | 10 676 582 $ | Terre (ext.) | Casey Dellacqua Scott Lipsky     | Katarina Srebotnik Nenad Zimonjić | 7-66, 4-6, [10-7] | Tableau |
| 4  | 20/06/2011 | The Championships Wimbledon    | G. Chelem | 10 141 303 $ | Gazon (ext.) | Iveta Benešová Jürgen Melzer     | Elena Vesnina Mahesh Bhupathi     | 6-3, 6-2          | Tableau |
| 5  | 29/08/2011 | US Open Flushing Meadows       | G. Chelem | 10 768 000 $ | Dur (ext.)   | Melanie Oudin Jack Sock          | Gisela Dulko Eduardo Schwank      | 7-64, 4-6, 10-8   | Tableau |

## Classements de fin de saison
| Rang | Joueuse                  |
| ---- | ------------------------ |
| 1    | Caroline Wozniacki       |
| 2    | Petra Kvitová            |
| 3    | Victoria Azarenka        |
| 4    | Maria Sharapova          |
| 5    | Li Na                    |
| 6    | Samantha Stosur          |
| 7    | Vera Zvonareva           |
| 8    | Agnieszka Radwańska      |
| 9    | Marion Bartoli           |
| 10   | Andrea Petkovic          |
| 11   | Francesca Schiavone      |
| 12   | Serena Williams          |
| 13   | Kim Clijsters            |
| 14   | Jelena Janković          |
| 15   | Sabine Lisicki           |
| 16   | Anastasia Pavlyuchenkova |
| 17   | Peng Shuai               |
| 18   | Dominika Cibulková       |
| 19   | Svetlana Kuznetsova      |
| 20   | Flavia Pennetta          |

| Rang | Joueuse               |
| ---- | --------------------- |
| 1    | Liezel Huber          |
| 2    | Květa Peschke         |
| 3    | Katarina Srebotnik    |
| 4    | Lisa Raymond          |
| 5    | Yaroslava Shvedova    |
| 6    | Vania King            |
| 7    | Maria Kirilenko       |
| 8    | Flavia Pennetta       |
| 9    | Gisela Dulko          |
| 10   | Elena Vesnina         |
| 11   | Sania Mirza           |
| 12   | Victoria Azarenka     |
| 13   | Nadia Petrova         |
| 14   | Andrea Hlaváčková     |
| 15   | Lucie Hradecká        |
| 16   | Agnieszka Radwańska   |
| 17   | Bethanie Mattek-Sands |
| 18   | Daniela Hantuchová    |
| 19   | Meghann Shaughnessy   |
| 20   | Zheng Jie             |

## Fed Cup
| Date                      | Lieu           | Surf.      | Vainqueur                                                 | Finaliste                                                                  | Score        |         |
| Le 5/11/2011 et 6/11/2011 | Moscou, Russie | (dur int.) | Petra Kvitová Lucie Šafářová Květa Peschke Lucie Hradecká | Anastasia Pavlyuchenkova Svetlana Kuznetsova Maria Kirilenko Elena Vesnina | 3 matchs à 2 | Tableau |

## Informations statistiques
| Joueuse                     | Nombre | Titres                                                            |
| --------------------------- | ------ | ----------------------------------------------------------------- |
| Petra Kvitová               | 6      | Brisbane, Paris, Madrid, Wimbledon, Linz, Masters                 |
| Caroline Wozniacki          | 6      | Dubaï, Indian Wells, Charleston, Bruxelles, Copenhague, New Haven |
| Victoria Azarenka           | 3      | Miami, Marbella, Luxembourg                                       |
| Agnieszka Radwańska         | 3      | Carlsbad, Tokyo, Pékin                                            |
| Roberta Vinci               | 3      | Barcelone, Bois-le-Duc, Budapest                                  |
| Li Na                       | 2      | Sydney, Roland-Garros                                             |
| Maria Sharapova             | 2      | Rome, Cincinnati                                                  |
| Serena Williams             | 2      | Stanford, Toronto                                                 |
| Marion Bartoli              | 2      | Eastbourne, Osaka                                                 |
| Sabine Lisicki              | 2      | Birmingham, Dallas                                                |
| Anabel Medina Garrigues     | 2      | Estoril, Palerme                                                  |
| María José Martínez Sánchez | 2      | Bad Gastein, Séoul                                                |
| Vera Zvonareva              | 2      | Doha, Bakou                                                       |

| Joueuse                    | Début de carrière | Premier tournoi |
| -------------------------- | ----------------- | --------------- |
| Alberta Brianti            | 1999              | Fès             |
| Polona Hercog              | 2006              | Båstad          |
| Ksenia Pervak              | 2005              | Tachkent        |
| Barbora Záhlavová Strýcová | 2000              | Québec          |
| Chanelle Scheepers         | 2000              | Canton          |

| Pays           | Nombre | Titres                                                            |
| -------------- | ------ | ----------------------------------------------------------------- |
| Tchéquie       | 7      | Brisbane, Paris, Madrid, Wimbledon, Québec, Linz, Masters         |
| Russie         | 7      | Doha, Monterrey, Rome, Bakou, College Park, Cincinnati, Tachkent  |
| Danemark       | 6      | Dubaï, Indian Wells, Charleston, Bruxelles, Copenhague, New Haven |
| Espagne        | 5      | Bogota, Estoril, Bad Gastein, Palerme, Séoul                      |
| Allemagne      | 4      | Stuttgart, Strasbourg, Birmingham, Dallas                         |
| Italie         | 4      | Fès, Barcelone, Bois-le-Duc, Budapest                             |
| Australie      | 3      | Hobart, US Open, Kuala Lumpur                                     |
| Biélorussie    | 3      | Miami, Marbella, Luxembourg                                       |
| Pologne        | 3      | Carlsbad, Tokyo, Pékin                                            |
| Slovaquie      | 3      | Pattaya, Memphis, Moscou                                          |
| Chine          | 2      | Sydney, Roland-Garros                                             |
| États-Unis     | 2      | Stanford, Toronto                                                 |
| France         | 2      | Eastbourne, Osaka                                                 |
| Belgique       | 1      | Open d'Australie                                                  |
| Serbie         | 1      | Bali                                                              |
| Afrique du Sud | 1      | Canton                                                            |
| Argentine      | 1      | Acapulco                                                          |
| Hongrie        | 1      | Auckland                                                          |
| Slovénie       | 1      | Båstad                                                            |

## Principaux retraits du circuit
- Tathiana Garbin, 33 ans (17 janvier)
- Justine Henin, 28 ans (26 janvier)
- Mara Santangelo, 29 ans (28 janvier)
- Stéphanie Cohen-Aloro, 27 ans (10 février)
- Patty Schnyder, 32 ans (28 mai)
- Sybille Bammer, 31 ans (14 juillet)